# 刘锡良
刘锡良，金融学专家，西南财经大学教授，主要从事货币银行理论与政策方面的研究工作。入选中华人民共和国教育部2008年度"长江学者"特聘教授、中国国家"百千万人才工程"，享受国务院特殊津贴。